# Синівська сільська рада (Липоводолинський район)
Сині́вська сільська́ ра́да — колишній орган місцевого самоврядування в Липоводолинському районі Сумської області. Адміністративний центр — село Синівка.

## Загальні відомості
- Населення ради: 1430 осіб (станом на 2016 рік)

## Населені пункти
Сільській раді підпорядковані населені пункти:
- с. Синівка
- с. Довжик

## Склад ради
Рада складається з 12 депутатів та голови.
- Голова ради: Тихоненко Олег Іванович
- Секретар ради: Олійник Валентина Іванівна

### Керівний склад попередніх скликань
| Прізвище, ім'я, по батькові | Основні відомості                                                 | Дата обрання | Дата звільнення |
| --------------------------- | ----------------------------------------------------------------- | ------------ | --------------- |
| Гайдабура Анатолій Іванович | Сільський голова, 1956 року народження, освіта вища, безпартійний | 26.03.2006   | 31.10.2010      |
| Гайдабура Анатолій Іванович | Сільський голова, 1956 року народження, освіта вища, безпартійний | 31.10.2010   |                 |

Примітка: таблиця складена за даними сайту Верховної Ради України